# 格達半島

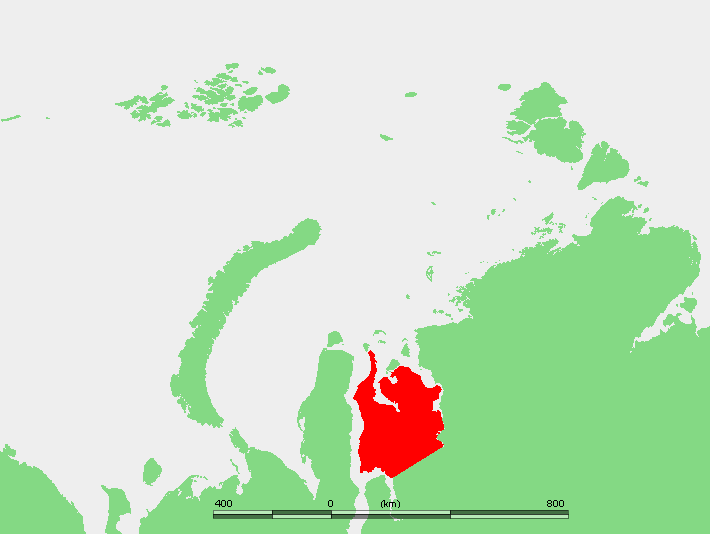
格達半島位置

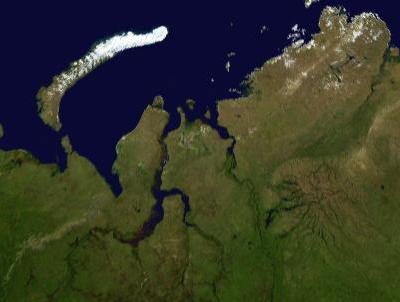
格達半島衛星圖片

格達半島（俄語：Гыданский полуостров）是俄羅斯亞馬爾-涅涅茨自治區的半島，位於喀拉海的西伯利亞海岸，半島長約500公里、闊約260公里，處於鄂畢河口與葉尼塞河口之間，西南端是塔茲河口。聖彼德堡一間博物館收藏著在格達半島上發現的猛獁象駭骨。